# 선진교통 (서울)
선진교통(先進交通)은 신성교통(현 신수교통) 산하 서울특별시 중랑구의 옛 시내버스 자회사였으며, 본사는 서울특별시 중랑구 면목로 217 (면목동)에 있었다.

## 연혁
- 1965년 : 신한교통(新韓交通)으로 설립
- 1997년 : 사명이 신한교통(新韓交通)에서 선진교통(先進交通)으로 변경
- 2000년 : 신성교통 자회사에서 계열분리와 동시에 북부운수에 인수

## 과거 운행노선
도시형버스
- 50번: 면목동 ↔ 남가좌동 (개편 후 간선버스 272번)
- 50-1번: 면목동 ↔ 서울역 (1992년 이후 서울역~남가좌동 연장)